# جان باتيست هورن
جان باتيست هورن (بالفرنسية: Jean-Baptiste Horn)‏ هو لاعب جمباز فني لوكسمبورغي، ولد في 7 أبريل 1886 في لوكسمبورغ في لوكسمبورغ، وتوفي بنفس المكان في 12 يوليو 1966.

## وصلات خارجية
- جان باتيست هورن على موقع أوليمبيديا (الإنجليزية)